# Amvrosij (Jakovlev-Orlin)
Amvrosij (světským jménem: Jakovlev-Orlin; kolem 1752, Malojaroslavec – 7. února 1809, Rjazaň) byl ruský duchovní Ruské pravoslavné církve a arcibiskup rjazaňský a zarajský.

## Život
Narodil se kolem roku 1752 v Malojaroslavci. Pocházel z rodiny duchovních.
Studoval v Krutickém duchovním semináři a poté na Slovansko-řecko-latinské akademii. Roku 1780 odešel do sevské eparchie, kde se stal učitelem nižších ročníků, poezie a rétoriky. Následující rok přijal mnišský postřih a vyučoval na Kazaňském duchovním semináři, kde později působil jako prefekt.
Roku 1785 byl jmenován představeným Kizičeského monastýru v Kazani s pověřením dohlížet na tatarské školy. Od stejného roku byl prefektem Kazaňské duchovní akademie. Roku 1790 byl povýšen na archimandritu a ustanoven představeným monastýru Proměnění Páně. O rok později byl pozván sloužit do Petrohradu. Roku 1794 se stal představeným Zaikonospasského monastýru v Moskvě a rektorem Moskevské duchovní akademie.
Dne 1. června 1796 byl vysvěcen na biskupa vjatského a slobodského a 29. ledna 1804 převeden na rjazaňskou katedru. Dne 11. listopadu 1804 byl povýšen na arcibiskupa. Zemřel 7. února 1809 na cévní mozkovou příhodu.